# Laser Squad
Laser Squad è un videogioco strategico a turni, basato sul controllo di una squadra di soldati futuristici a livello tattico, originariamente realizzato da Target Games (poi divenuta Mythos Games) per ZX Spectrum nel 1988 e in seguito convertito per altri home computer. L'ideatore del sistema di gioco, Julian Gollop, migliorò alcune idee già presenti nella sua precedente serie di strategici per Spectrum intitolata Rebelstar; a sua volta, lo stile di Laser Squad influenzerà altri titoli di Gollop, Lords of Chaos e il più noto UFO: Enemy Unknown. A quanto dicono gli sviluppatori, venne prodotto un demo di Laser Squad II per Atari ST con grafica isometrica, che però non soddisfò la MicroProse ed evolvette successivamente in UFO: Enemy Unknown.

## Modalità di gioco
Laser Squad è uno strategico a turni, dove il giocatore deve portare a termine alcuni obiettivi manovrando una squadra di fino a 8 soldati. Si può giocare contro il computer oppure a due giocatori in competizione, ciascuno con la propria squadra. Vince chi raggiunge i 100 punti vittoria. Sono disponibili 3-7 scenari (a seconda della versione), variabili nell'ambientazione e nel tipo di missione: l'assalto a una base lunare, una missione di soccorso, la difesa di un'installazione, una manovra di ritirata, ecc. Possono essere presenti e giocabili anche robot e alieni.
Ogni elemento della squadra ha caratteristiche diverse, quali velocità, resistenza, abilità dell'uso delle armi. Prima di ogni missione la squadra deve essere adeguatamente equipaggiata, avendo a disposizione una quantità totale di crediti da spendere e dei limiti di peso. Per ciascun membro si può selezionare un modello di armatura tra quattro possibili, una o più armi che vanno da pugnali a armi da fuoco, laser ed esplosivi, e le relative munizioni.
Il campo di battaglia è mostrato dall'alto, con effetto di isometria e scorrimento in tutte le direzioni, ed è suddiviso idealmente in caselle quadrate, con differenti tipi di terreno o ostacoli. Uno scanner permette anche di visualizzare la mappa dell'intero scenario a grande scala. Il territorio è sempre tutto visibile, ma al proprio turno sono mostrati solo i nemici che le proprie unità possono vedere. La visuale di ogni soldato tiene conto anche della direzione in cui è voltato, per cui è possibile essere sorpresi alle spalle.
A ogni turno il giocatore può dare diversi ordini a ogni componente della squadra; ogni ordine impiega dei "punti azione" (PA), disponibili in una certa quantità a ogni turno per ogni soldato. I movimenti sono costituiti da rotazioni del soldato su sé stesso di 45° alla volta, che costano 1 PA, e avanzamenti di una casella alla volta, che in condizioni normali costano 4 PA. Altre azioni possibili includono aprire porte, caricare armi, prendere e lasciare oggetti, e naturalmente sparare, cosa che può essere fatta in tre modi differenti, prendendo più o meno bene la mira con diversi costi in PA. Non è necessario terminare le mosse di un soldato prima di passare al successivo; si può muoverne uno, poi altri, poi tornare al primo, finché non terminano i suoi PA. Se alla fine del turno un soldato ha risparmiato buona parte dei suoi PA, potrà usufruire degli attacchi di opportunità, ovvero potrà sparare durante il turno dell'avversario, nel momento in cui un nemico incappasse nel suo campo visivo.

## Conversioni
Oltre che per ZX Spectrum, Laser Squad uscì nel 1989 per Amiga, Amstrad CPC, Atari ST, Commodore 64 e MSX. Venne pubblicato ufficialmente anche tradotto in italiano, almeno per quanto riguarda le versioni MSX, Amiga e Commodore 64. Nel 1992 e 1993 uscì rispettivamente per MS-DOS e PC-98, con supporto per mouse e grafica migliorata, inclusa l'aggiunta di ritratti dei personaggi e intermezzi che elaborano la trama. La versione PC-98, giapponese, è sottotitolata Laser Squad: Uchuu Kaiheitai (レーザースカッド ～宇宙海兵隊～).
Un'edizione Acorn Archimedes venne pubblicizzata ma non realizzata, mentre per Commodore 16 esiste una conversione non ufficiale.

## Espansioni
Per le versioni Spectrum, Commodore 64 e Amstrad, contemporaneamente al gioco principale venne prodotta l'espansione Expansion Kit One, che era ordinabile per posta direttamente alla Target Games utilizzando un coupon incluso nel manuale di Laser Squad. L'espansione aggiunge due nuovi scenari; nelle prime edizioni gli scenari di base erano solo 3 e l'espansione li aumentava a 5. Un'ulteriore espansione, presumibilmente Expansion Kit Two anche se non è chiaro se questo nome sia stato usato ufficialmente, ne aggiunge altri due portandoli a 7. Le successive versioni per computer superiori includono direttamente 5 scenari e non hanno espansioni.